# Greatest Hits Tour (Björk)
Greatest Hits Tour – szósta trasa koncertowa Björk, w jej trakcie odbyło się dwadzieścia osiem koncertów.

## Program koncertów
1. "Visur Vantsenda-Rósu"
2. "Pagan Poetry"
3. "Hunter"
4. "Heirloom"
5. "Unravel"
6. "Scatterheart"
7. "Army of Me"
8. "Jóga"
9. "Aurora"
10. "Cocoon"
11. "Mother Heroic"
12. "Gotham Lullaby" (cover Mereditha Monka)
13. "All is Full of Love"
14. "An Echo, A Stain"
15. "I've Seen It All"
16. "Where Is the Line"
17. "You've Been Flirting Again"
18. "Isobel"
19. "Nature Is Ancient"
20. "Bacherolette"
21. "5 Years"
22. "It's In Our Hands"
23. "Hyperballad"
24. "Pluto"
25. "Generous Palmstroke"
26. "Síðasta Ég"
27. "Scary"
28. "Human Behaviour"

## Lista koncertów
1. 24 maja 2003 – Londyn, Anglia – Hammersmith Apollo
2. 26 maja 2003 – Londyn, Anglia – Shepherd’s Bush Empire
3. 30 maja 2003 – Walencja, Hiszpania – The City of Arts and Science (Eclectic Festival)
4. 1 czerwca 2003 – Madryt, Hiszpania – Juan Carlos I Park (Schweppes Urban Mix Festival)
5. 6 czerwca 2003 – Werona, Włochy – Verona Arena
6. 7 czerwca 2003 – Werona, Włochy - Verona Arena
7. 11 czerwca 2003 – występ w programie Gillesa Petersona
8. 13 czerwca 2003 – Barcelona, Hiszpania – Sonar Club (Sónar)
9. 16 czerwca 2003 – Paryż, Francja – Palais Omnisports de Paris-Bercy
10. 17 czerwca 2003 – Paryż, Francja - Palais Omnisports de Paris-Bercy
11. 21 czerwca 2003 – Scheeßel, Niemcy – Eichenring
12. 23 czerwca 2003 – Berlin, Niemcy – Treptow Arena
13. 26 czerwca 2003 – Werchter, Belgia – Rock Werchter Festival
14. 29 czerwca 2003 – Roskilde, Dania – Roskilde Festival
15. 5 lipca 2003 – Sesimbra, Portugalia – Optimus Hype Festival
16. 10 lipca 2003 – Arvika, Szwecja – Folkets Park (Arvika Festival)
17. 12 lipca 2003 – Sopot, Polska – Molo w Sopocie (W Festival)
18. 17 lipca 2003 – Moskwa, Rosja – Olimpijskij
19. 26 lipca 2003 – Yuzawa, Japonia – Naeba Ski Resort (Fuji Rock Festival)
20. 8 sierpnia 2003 – San Francisco, Kalifornia, USA – Pier 30/32
21. 11 sierpnia 2003 – Los Angeles, Kalifornia, USA – Hollywood Bowl
22. 15 sierpnia 2003 – Seattle, Waszyngton, USA – Pier 62/63
23. 18 sierpnia 2003 – Morrison, Kolorado, USA – Red Rocks Amphitheatre
24. 22 sierpnia 2003 – Nowy Jork, Nowy Jork, USA – KeySpan Park
25. 23 sierpnia 2003 – Nowy Jork, Nowy Jork, USA – KeySpan Park
26. 28 sierpnia 2003 – Montreal, Kanada – Parc Jean-Drapeau
27. 31 sierpnia 2003 – Boston, Massachusetts, USA – Fleet Pavillion
28. 3 września 2003 – Toronto, Kanada – Olympic Island